# العلاقات المارشالية الغواتيمالية
العلاقات المارشالية الغواتيمالية هي العلاقات الثنائية التي تجمع بين جزر مارشال وغواتيمالا.

## مقارنة بين البلدين
هذه مقارنة عامة ومرجعية للدولتين:
| وجه المقارنة                                              | جزر مارشال                     | غواتيمالا       |
| --------------------------------------------------------- | ------------------------------ | --------------- |
| المساحة (كم2)                                             | 181                            | 108.89 ألف      |
| عدد السكان (نسمة)                                         | 53.13 ألف                      | 17.26 مليون     |
| الكثافة السكانية (ن./كم²)                                 | 29.35 ألف                      | 158.51          |
| العاصمة                                                   | ماجورو                         | غواتيمالا       |
| اللغة الرسمية                                             | لغة إنجليزية، اللغة المارشالية | اللغة الإسبانية |
| العملة                                                    | دولار أمريكي                   | كتزال غواتيمالي |
| الناتج المحلي الإجمالي (بليون دولار)                      | 199.40 مليون                   | 75.62 مليار     |
| الناتج المحلي الإجمالي (تعادل القوة الشرائية) بليون دولار | 207.25 مليون                   | 126.21 مليار    |
| الناتج المحلي الإجمالي الاسمي للفرد دولار أمريكي          | 3.38 ألف                       | 3.90 ألف        |
| الناتج المحلي الإجمالي للفرد دولار أمريكي                 | 3.80 ألف                       | 7.45 ألف        |
| مؤشر التنمية البشرية                                      |                                | 0.627           |
| رمز المكالمات الدولي                                      | +692                           | +502            |
| رمز الإنترنت                                              | .mh                            | .gt             |
| المنطقة الزمنية                                           | ت ع م+12:00                    | 00              |

## منظمات دولية مشتركة
يشترك البلدان في عضوية مجموعة من المنظمات الدولية، منها:
| علم المنظمة | اسم المنظمة                   | تاريخ انضمام جزر مارشال | تاريخ انضمام غواتيمالا |
| ----------- | ----------------------------- | ----------------------- | ---------------------- |
|             | البنك الدولي للإنشاء والتعمير | 21 مايو 1992            | 28 ديسمبر 1945         |
|             | يونسكو                        | 30 يونيو 1995           | 2 يناير 1950           |
|             | الاتحاد الدولي للاتصالات      | 22 فبراير 1996          | 10 يوليو 1914          |
|             | مؤسسة التمويل الدولية         | 23 سبتمبر 1992          | 20 يوليو 1956          |
|             | منظمة الشرطة الجنائية الدولية | ?                       | ?                      |
|             | الأمم المتحدة                 | 17 سبتمبر 1991          | 21 نوفمبر 1945         |
|             | مؤسسة التنمية الدولية         | 19 يناير 1993           | 27 أبريل 1961          |
|             | منظمة حظر الأسلحة الكيميائية  | ?                       | ?                      |

## وصلات خارجية
- موقع وزارة الخارجية الغواتيمالية